# Massignieu-de-Rives

Massignieu-de-Rives este o comună în departamentul Ain din estul Franței.